# دیوید تامسون (بسکتبال)
دیوید تامسون (انگلیسی: David Thompson؛ زاده ۱۳ ژوئیهٔ ۱۹۵۴) یک بازیکن بسکتبال اهل ایالات متحده آمریکا است.